# Médersa d'Ulugh Beg (Samarcande)
Pour les articles homonymes, voir Médersa d'Ulugh Beg.
La médersa d'Ulugh Beg à Samarcande (ouzbek : Ulug`bek mаdrаsasi) est un complexe architectural à vocation spirituelle et éducative du XVe siècle. Il est situé sur la place du Régistan, où il a été érigé par les dirigeants timourides et le savant astronome Ulugh Beg. Avec la médersa Cher-Dor et la médersa Tilla Kari la médersa Ulug Beg forme un ensemble architectural holistique. En 2001, avec d'autres édifices remarquables de Samarcande, elle est inscrite dans la Liste du patrimoine mondial de l'UNESCO.

## Histoire
Depuis l'époque de Tamerlan le Régistan de Samarcande était la place du marche principale et depuis le Moyen-Âge, le centre public de la ville. On y trouvait de nombreux magasins, un caravansérail et un passage commercial couvert (un Tim) dont le plus important était le Tim Tilpack-fourouchon. Sous le règne du petit-fils de Timour Ulugh Beg, l'aspect de la place commence à changer progressivement. La reconstruction du Régistan d'Ulugh Beg commence par la construction de la plus grande université islamique d'Asie centrale, qui porte le nom d'Ulugh Beg.
La date du début de la construction de la médersa sur la place Régistan est inconnue. L'inscription dans la niche du portail indique clairement : « Année 820 (1417). Que l'on sache que ce bâtiment est le plus parfait et le plus haut lieu du monde, le plus accompli par sa construction et par son art … ». Cela permet de savoir qu'en 1417, le bâtiment de la médersa était déjà en construction, mais ne donne pas la date de début. L'édification d'une construction semblables en Transoxiane prenait au moins 5-6 ans. Comme on sait que la construction s'est achevée en 1420, on peut supposer que la construction a commencé au plus tard en 1415. L'auteur du projet de la médersa est généralement considéré comme étant un homme de la cour de Chahrokh, l'architecte persan Kavam-ad-din Chirazi (ru). Toutefois, l'historien médiéval Vassifi, contemporain d'Ulugh Beg, cite Kamaleddina Moukhandissa comme architecte, un élève du mathématicien Qadi-zadeh Roumi.
Peu de temps après la fin de la construction, la médersa Ulugh Beg devient l'une des universités les plus prestigieuses de l'Orient musulman du XVe siècle. Selon la légende, le célèbre philosophe, poète, scientifique Djami a été formé dans cette médersa. Puis ses auditeurs ont été le cheikh de la tariqa Naqshbandiyya, Khwaja Ahrar (en) et le poète Mir Alicher Navoï. Des conférences étaient données dans la médersa sur les mathématiques, la géométrie, la logique, les sciences naturelles, la théologie, l'homme et le monde de l'âme. Les conférenciers étaient Kazi-zade ar Rumi, Ghiyath ad-Din Jamshid, Ali Quchtchi, et Ulugh Beg lui-même. Le premier recteur (muddaris) de l'université a été le nommé Maoulana, Moukhammad Khavafi, un derviche vagabond, d'humble origine, mais possédant des connaissances scientifiques approfondies.

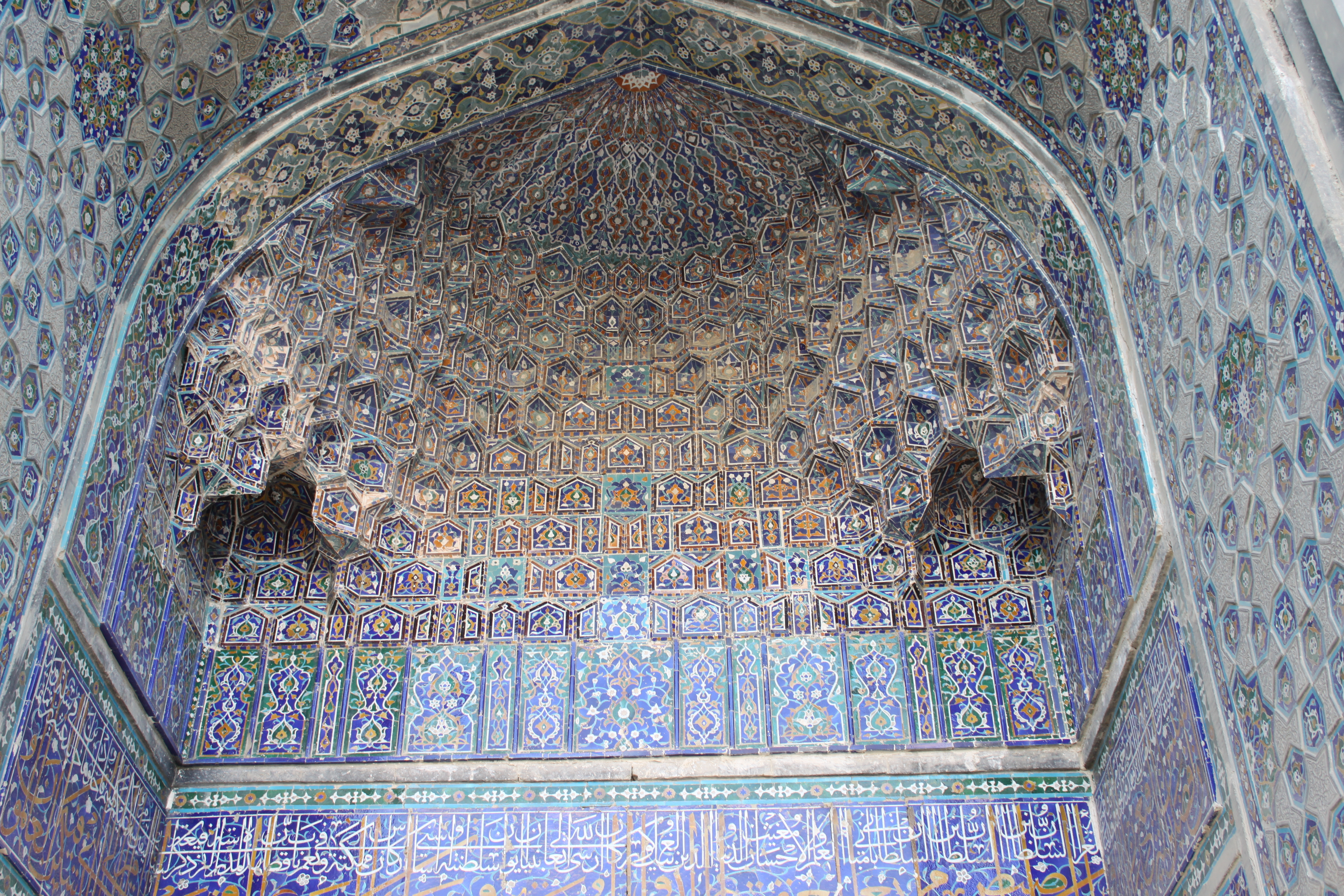
muqarnas du porche de la médersa Ulugh Beg.

En 1533, le khan ouzbek Ubaid-Allah Shah arrive au pouvoir et déplace rapidement la capitale de son état à Boukhara. La ville de Samarcande perd son statut de capitale et tombe en déclin. Cependant la médersa Ulugh Beg continue ses activités et conserve son statut d'un des meilleurs établissements d'enseignement d'Asie centrale. Sous le règne de Yalangtoucha Bakhadoura (ru) (1578-1656), une profonde restructuration de la place du Régistan est entreprise, le bâtiment de la médersa est rénové en profondeur. Ce sont ses proportions grandioses et gracieuses qui ont constitué la spécificité de la nouvelle médersa de Samarcande, appelée plus tard médersa Cher-Dor. Durant la période des guerres et des troubles qui s'est déroulée sous le règne du dernier khan de Boukhara de la dynastie des Djanides dénommé Aboulfeyza (ru) (1687-1747), l'aspect extérieur de la médersa Ulugh Beg s'est fortement détérioré. Selon l'historien de Samarcande du XVIIIe siècle, Abou Takhira kodji, le gouvernement de Boukhara a ordonné la démolition du second niveau du bâtiment, par crainte que des rebelles ne tirent sur la résidence du gouvernement depuis les hauts murs de la médersa.
Dans la première moitié du XIXe siècle, la médersa Ulugh Beg a été détruite par un fort tremblement de terre (1817/1818). Décrivant l'état de la bâtisse dans la bouche de son personnage, le célèbre écrivain français Jules Verne écrit :

« La place Régistan est un beau quadrilaterre [sic]... de trois côtés de la place se dressent les ruines bien conservées de trois médersas, où les mollahs donnaient une éducation religieuse aux enfants. Les minarets inclinés semblent sur le point de tomber, mais ne tombent jamais, heureusement pour leur revêtement en émail. »

La restauration de la médersa a commencé sous l'émir Haydar  bin Shamurad (en) (1775-1826).
Le tremblement de terre de 1897 a transformé les ruines bien conservées en ruines véritables.
La restauration de la médersa d'Ulugh Beg a commencé dans les années 1920 et s'est poursuivie durant plus de soixante-dix ans. La première phase a consisté à effectuer les travaux urgents en vue de préserver les parties qui subsistaient encore. En 1932, suivant le projet des architectes Vladimir Choukhov et M. F. Mauer est menée l'opération de redressement du minaret nord-est à l'aide de vérins. Le minaret était incliné de 180 cm par rapport à l'axe vertical depuis le sol jusqu'au sommet. Cette opération a eu un retentissement dans le monde entier. Les travaux se sont poursuivis durant les années 1950-1960 : le niveau du sol a été abaissé de 2 m, le portail a été restauré ainsi que les éléments décoratifs. En 1965, les ingénieurs Emmanuel Gendel (ru) et Е. О. Nelle ont mené à bien le redressement du minaret situé au sud-est. Dans les années 1990 le second niveau des cellules (khoudjrs) a été reconstruit.
Dans les années 1960, l'académicien Ibrahim Mouminov (en) avec le soutien du dirigeant de l'Ouzbékistan C. Rachidova a développé l'idée d'une vaste étude du système de la médersa à Samarcande. Cette idée n'a pas été suffisamment soutenue et ce n'est qu'en 2000 que l'académicien B. Valikhoudjaïev a tenté de relancer cette idée sous un format différent.

## Architecture

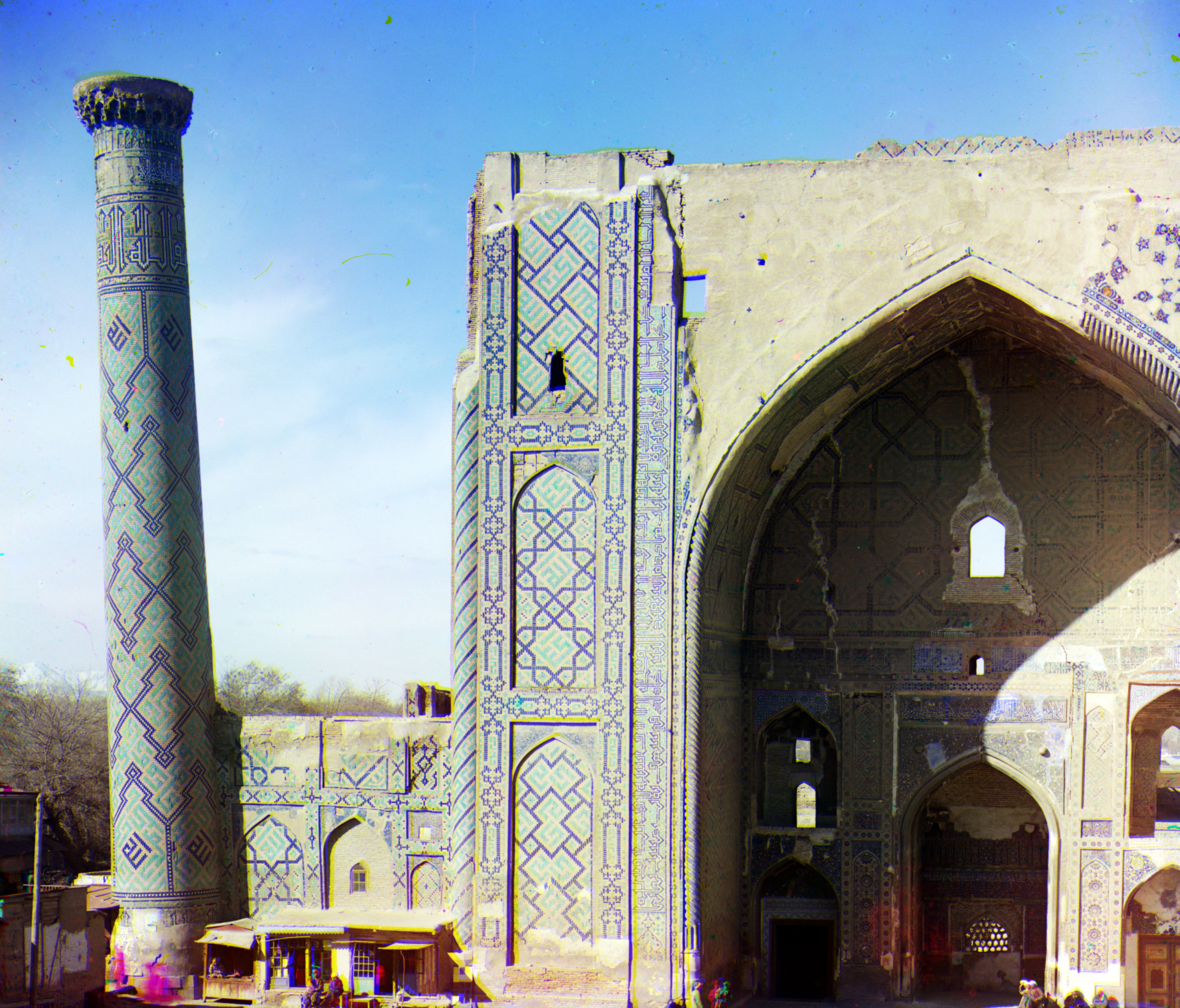
Médersa Ulugh Beg au début du XXe siècle. Photo de Sergueï Prokoudine-Gorski.

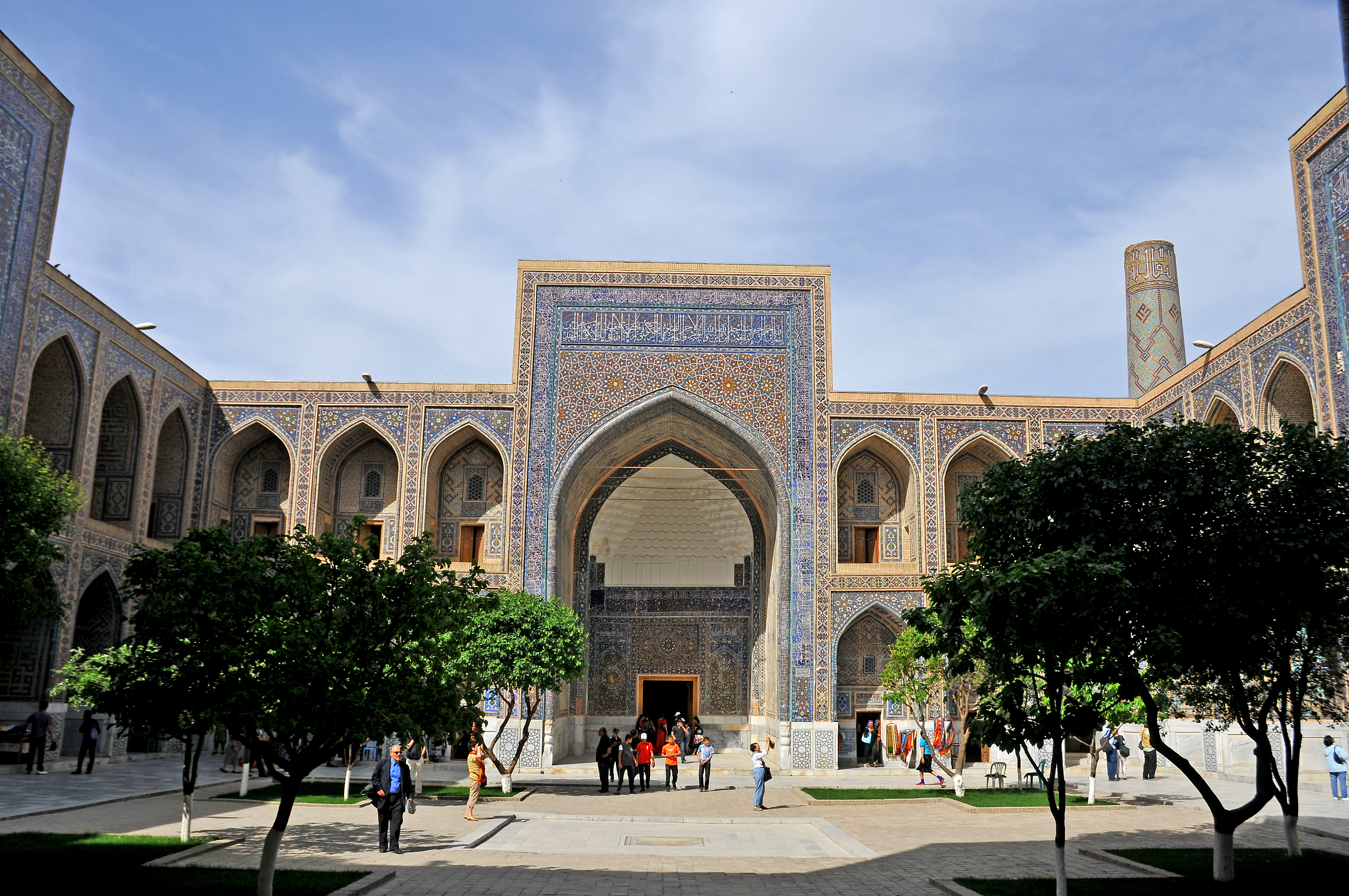
Cour intérieure de la médersa Ulugh Beg de Samarcande.

La médersa Ulugh Beg a été construite selon les canons musulmans en pleine conformité avec les exigences de son époque. C'est un modèle classique de l'école d'Asie centrale au Proche-Orient.
Cette médersa a une structure rectangulaire d'une superficie totale de 81 × 56 soit 454 m2. Sa façade orientale principale donne sur la place du Régistan de Samarcande. L'élément principal de cette façade est le puissant portail ou pishtak. Au fond du portail se trouvent trois entrées, dont celle qui est centrale est encadrée par une grande arche en ogive, fermée par un pandjara ajouré. Les deux autres entrées sont également décorées d'arcs en ogive, mais de plus petite dimension. Au-dessus de chacune d'elles se trouve une loggia donnant sur une cellule. Dans les coins de la médersa se trouvaient autrefois quatre minarets d'une hauteur de 33 m dont seuls les orientaux ont été préservés entièrement. Dans les coins du bâtiment se trouvent de vastes auditoires (darskhans) autrefois recouverts de doubles dômes. La cour carrée de 30 × 30 m est pavée de grandes dalles de pierre et encadrée par deux niveaux de cellules à deux pièces (khoudjr). Les iwans sont disposés sur les côtés des bâtiments et sont décorés de portails. Chaque iwan divise les sections de cellules en deux de sorte que de chaque côté il y a six cellules sur deux niveaux.

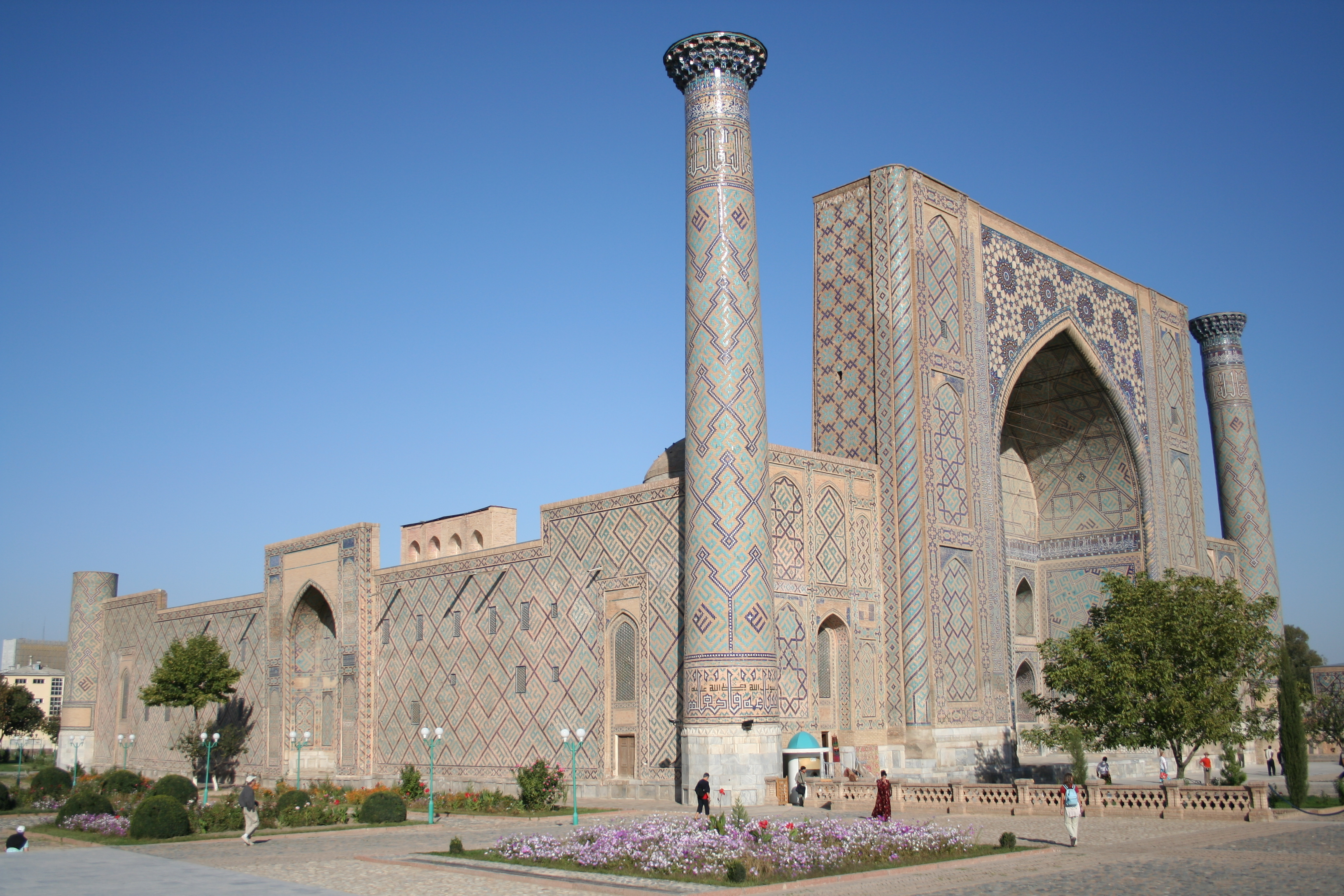
Deux niveaux de six cellules sur les côtés de la médersa d'Ulugh Beg.

Pour la décoration de la médersa, tous les matériaux disponibles à l'époque de la construction ont été utilisés : glaçure des briques, sculpture en mosaïque, majolique, marbre. La combinaison de blanc, de bleu ciel, de bleu et de noir de manganèse pour les carreaux de faïence avec des briques de parement de terre cuite crée toute la richesse des motifs végétaux, géométriques et épigraphiques. Les portails de la médersa et les tympans des arcs des cellules sont garnis de mosaïque multicolore. Le portail principal est particulièrement riche. Les étoiles en mosaïque sur son tympan forment un motif symbolisant un ciel étoilé, quant aux pylônes, ils sont garnis de panneaux de mosaïques aux motifs géométriques. Les mérites architecturaux de la médersa Ulugh Beg, souligné par cette décoration très artistique, la placent sur un pied d'égalité avec d'autres chefs-d'œuvre de l'architecture médiévale musulmane.

## 600eanniversairede la médersa
En juillet 2020, l'administration de l'université de Samarcande a organisé, ensemble avec les scientifiques russes de l'Université fédérale de Kazan, une conférence internationale pour le 600e anniversaire de l'ouverture de la médersa d'Ulugh Beg Cette initiative n'a toutefois pas été suivie par l'Université de Tachkent qui porte le nom d'Ulugh Beg.

## Photos

Extérieur de la médersa d'Ulugh Beg
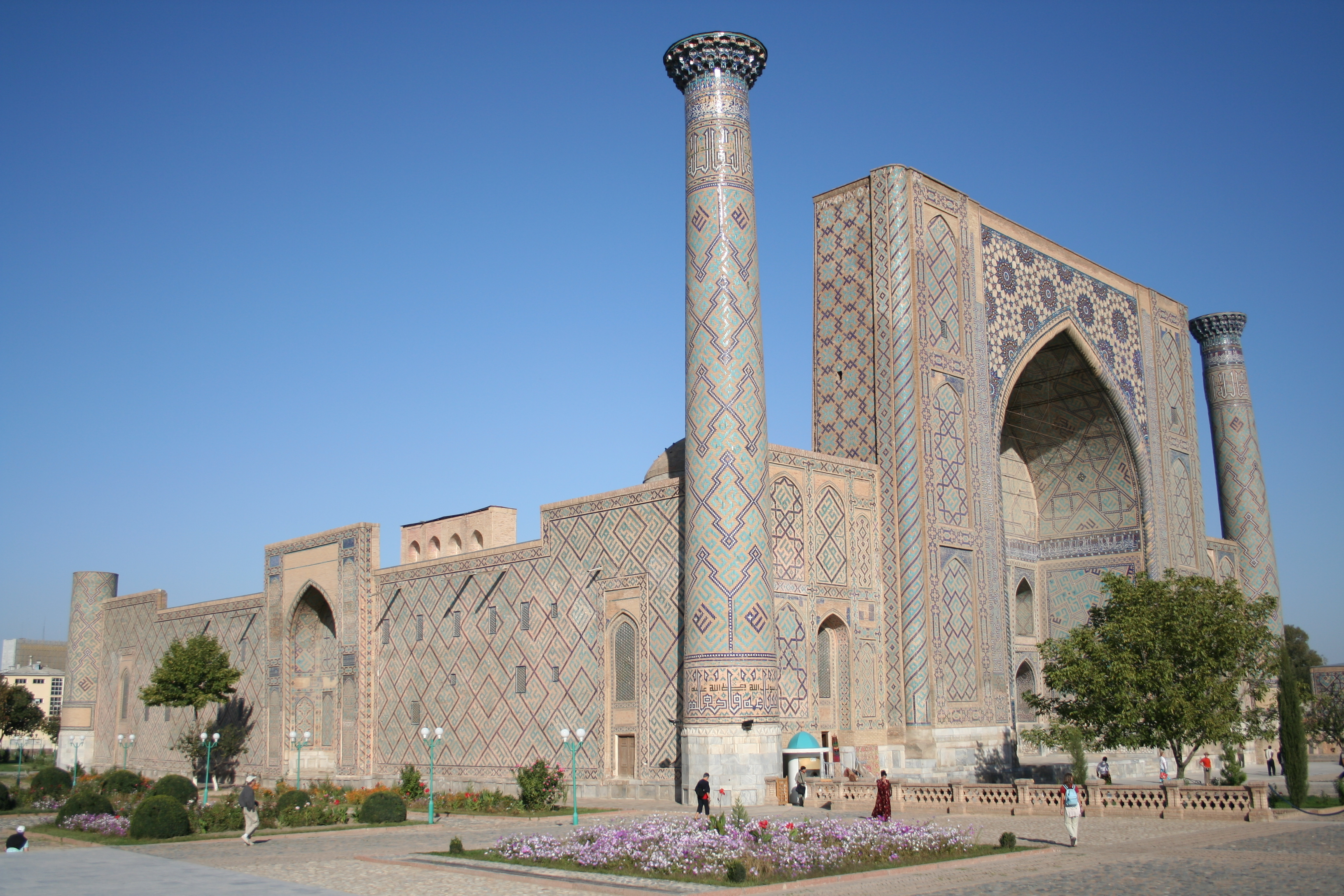
La médersa d'Ulugh Beg.
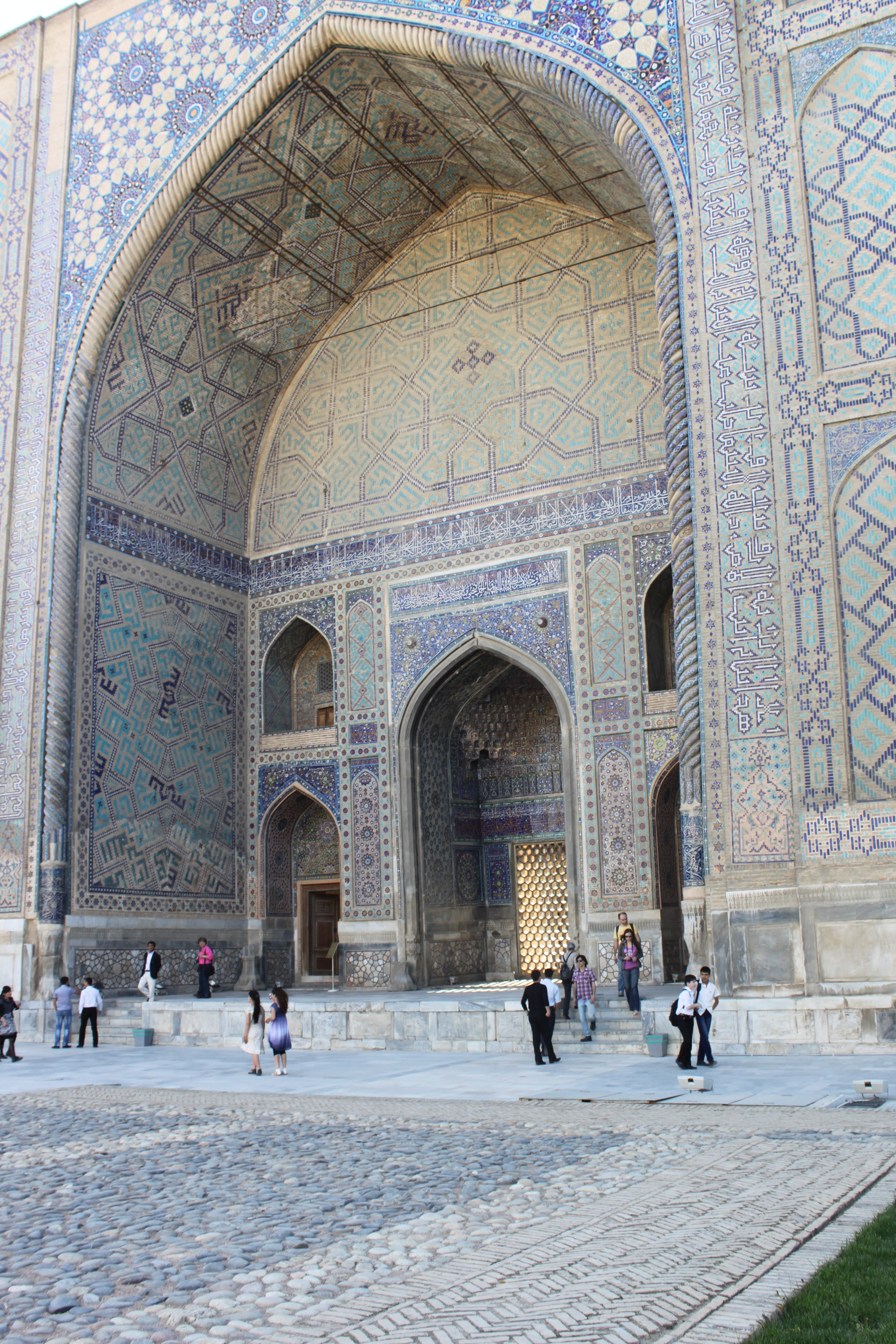
Le pishtak de la médersa d'Ulugh Beg.
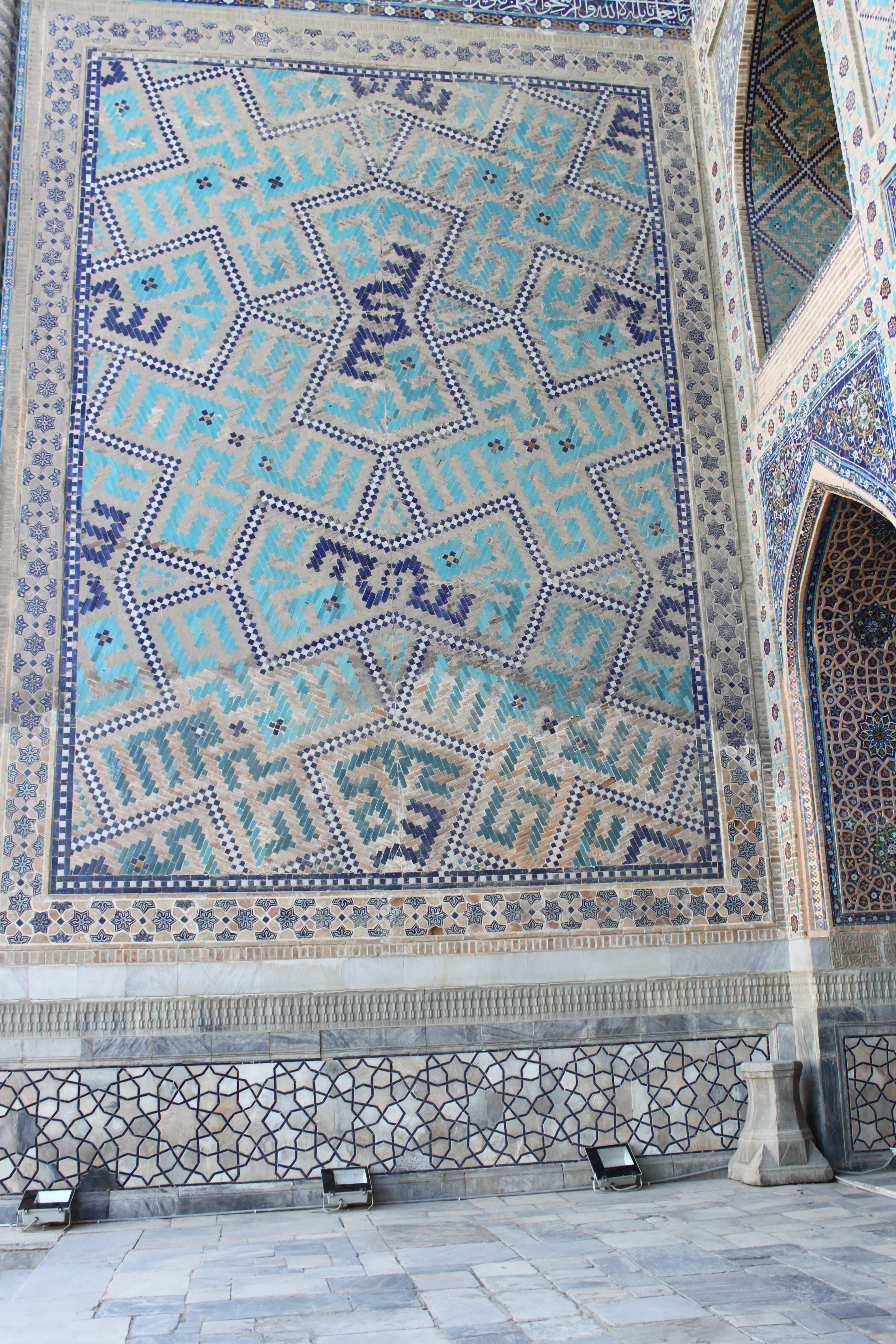
Détail d'une paroi latérale du pishtak de la médersa d'Ulugh Beg.
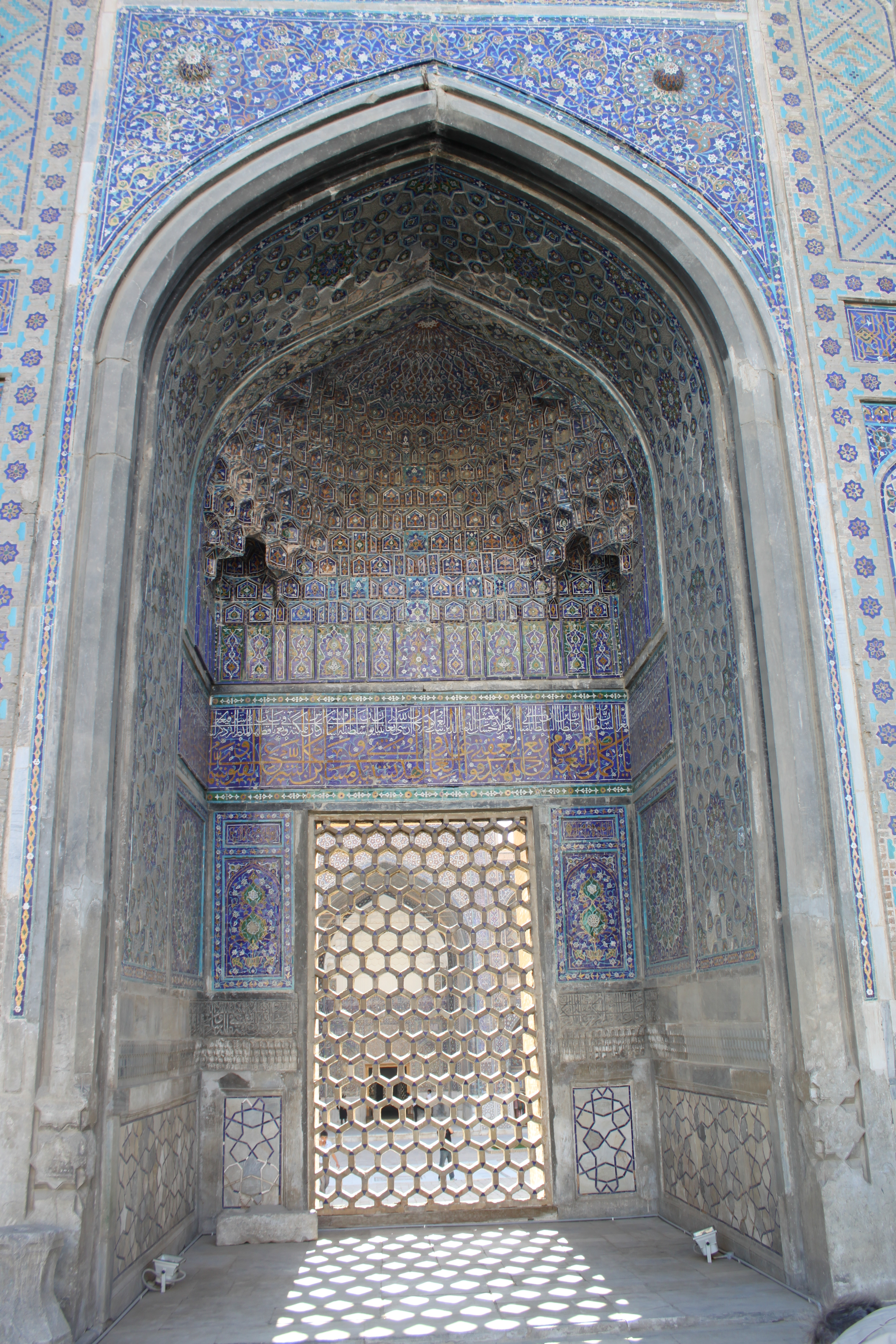
Porche central sous le pishtak de la médersa d'Ulugh Beg.
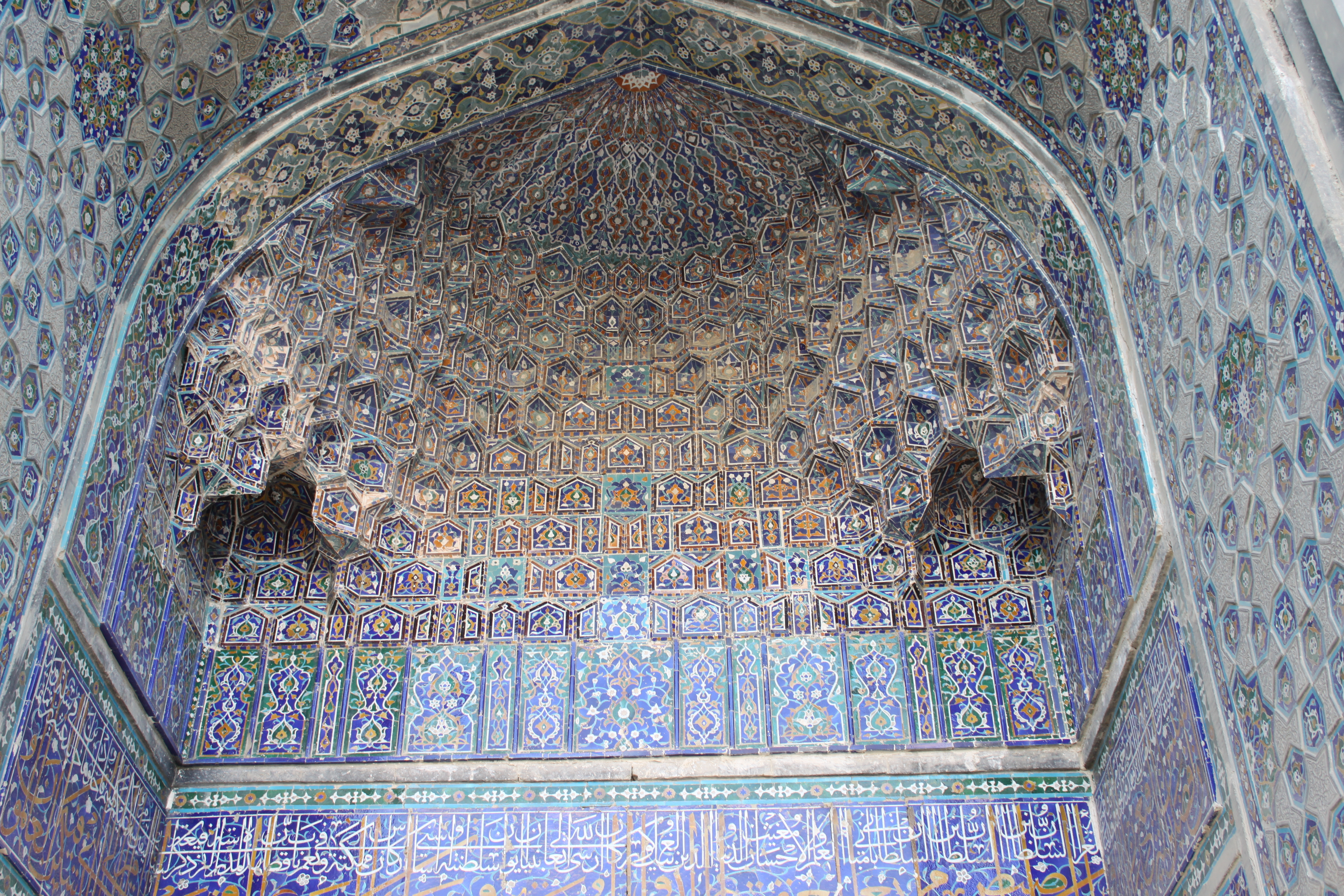
Détail du porche central sous le pishtak de la médersa d'Ulugh Beg.
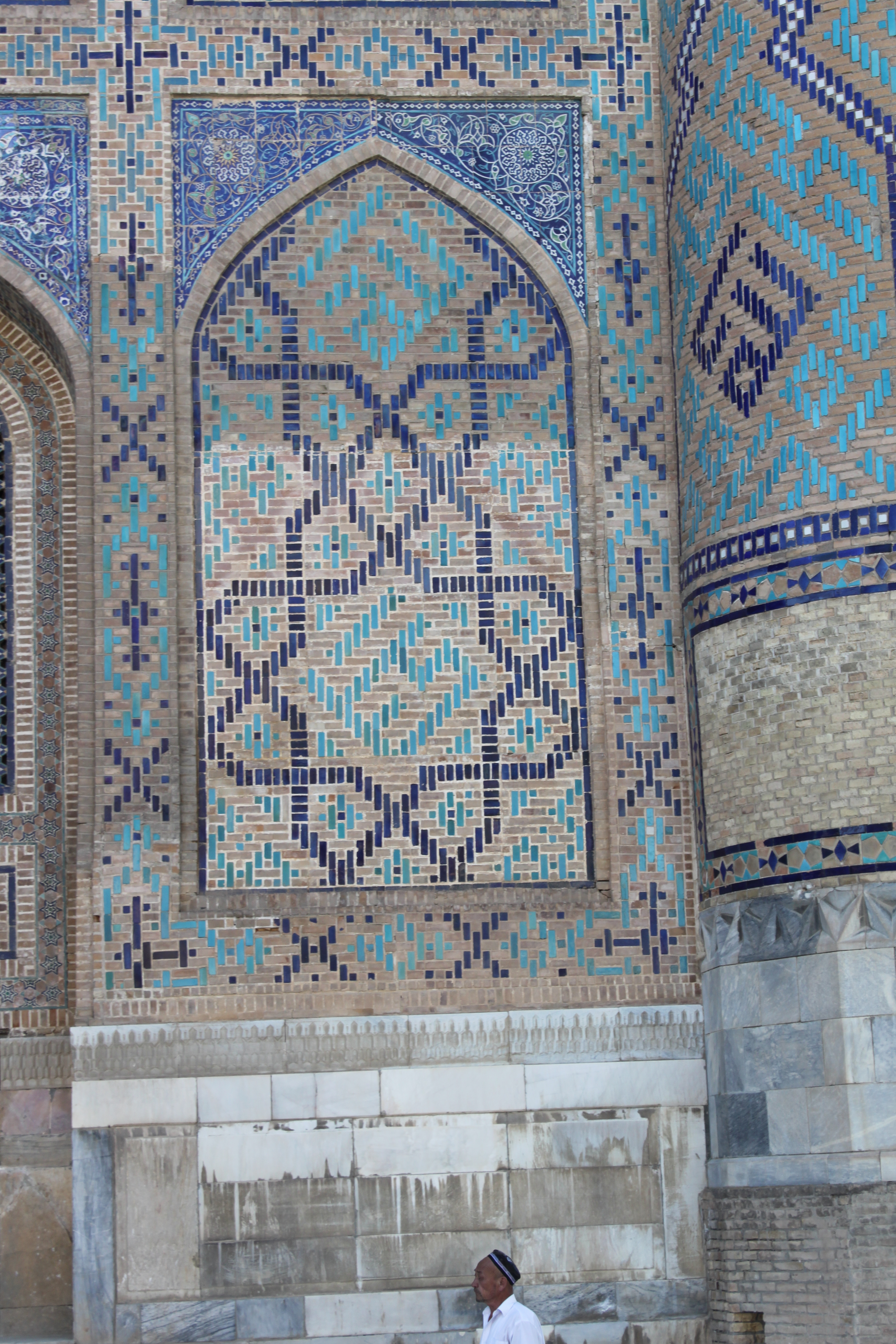
Détail de la façade et de la tour d'angle droite de la médersa d'Ulugh Beg.

Intérieur de la médersa d'Ulugh Beg
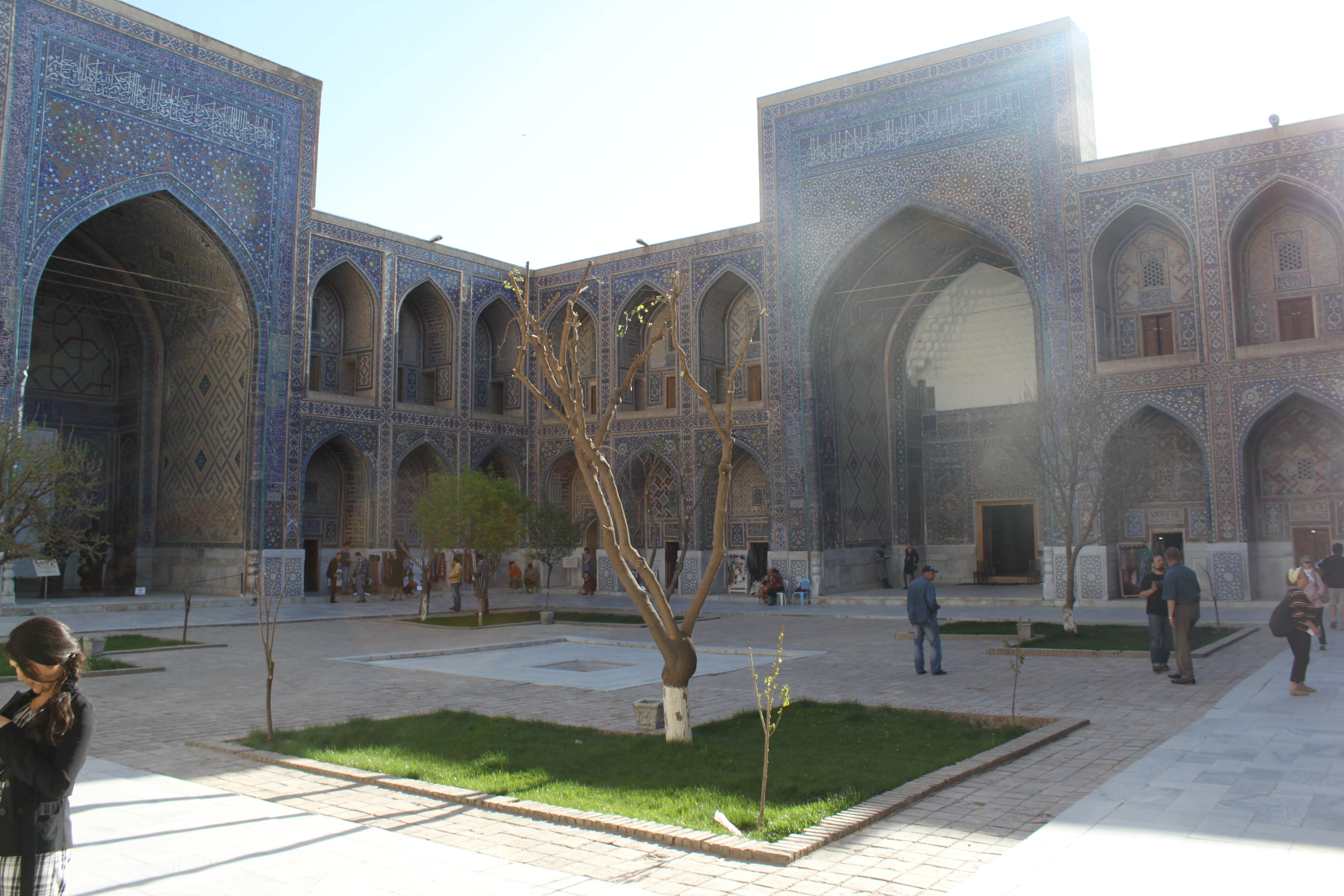
Cour intérieure de la médersa d'Ulugh Beg.
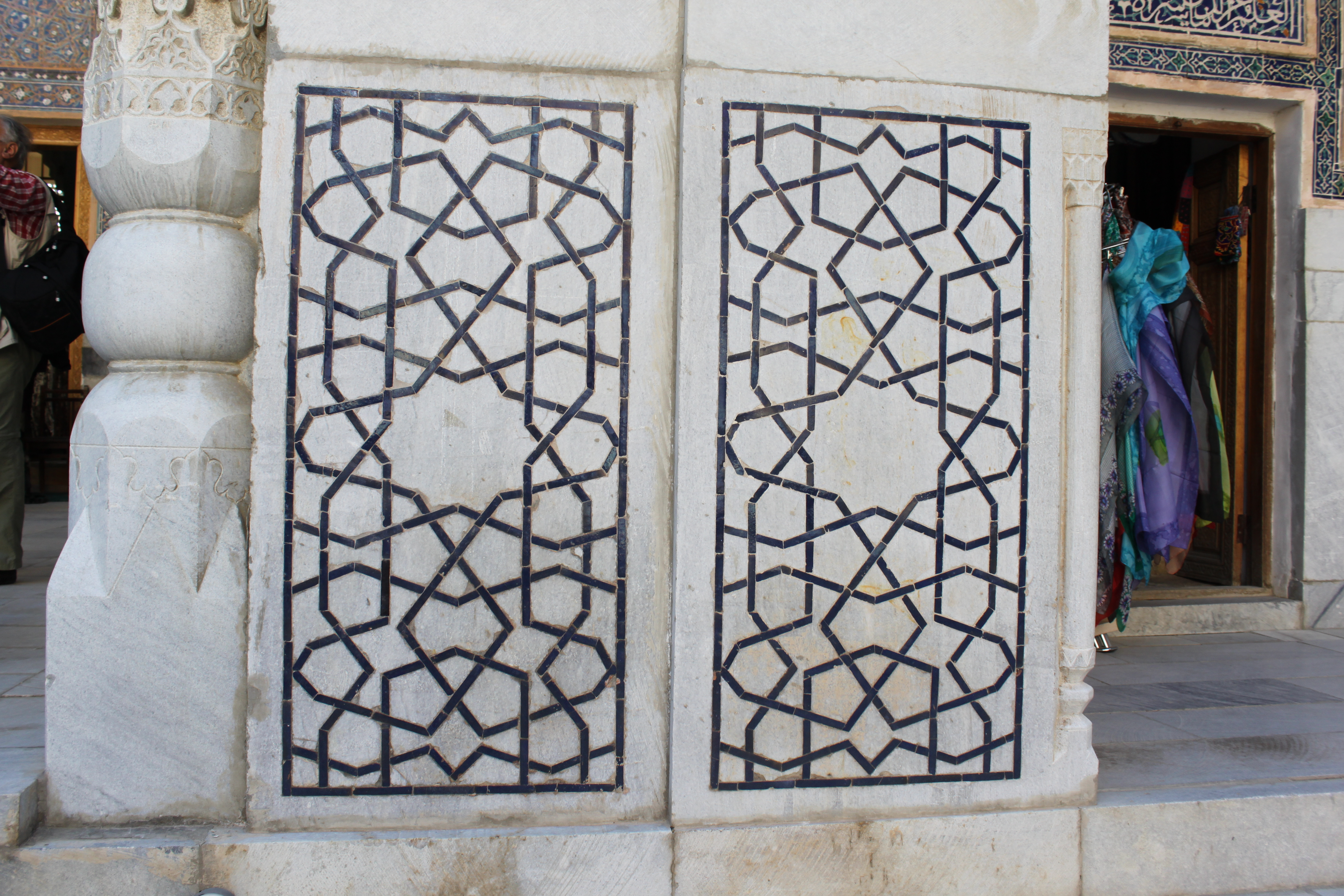
Détail de la cour intérieure de la médersa d'Ulugh Beg.
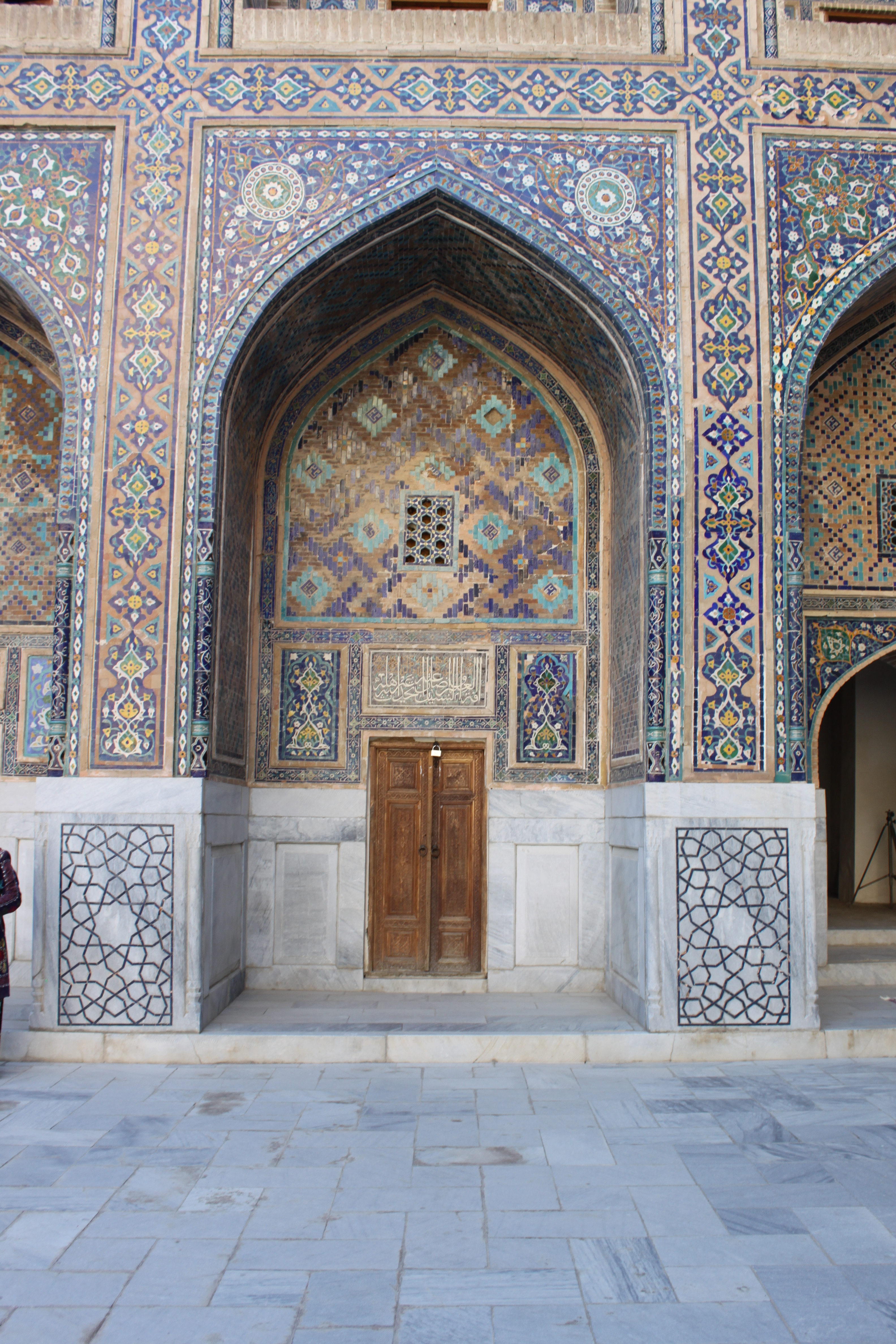
Une cellule de la médersa d'Ulugh Beg.
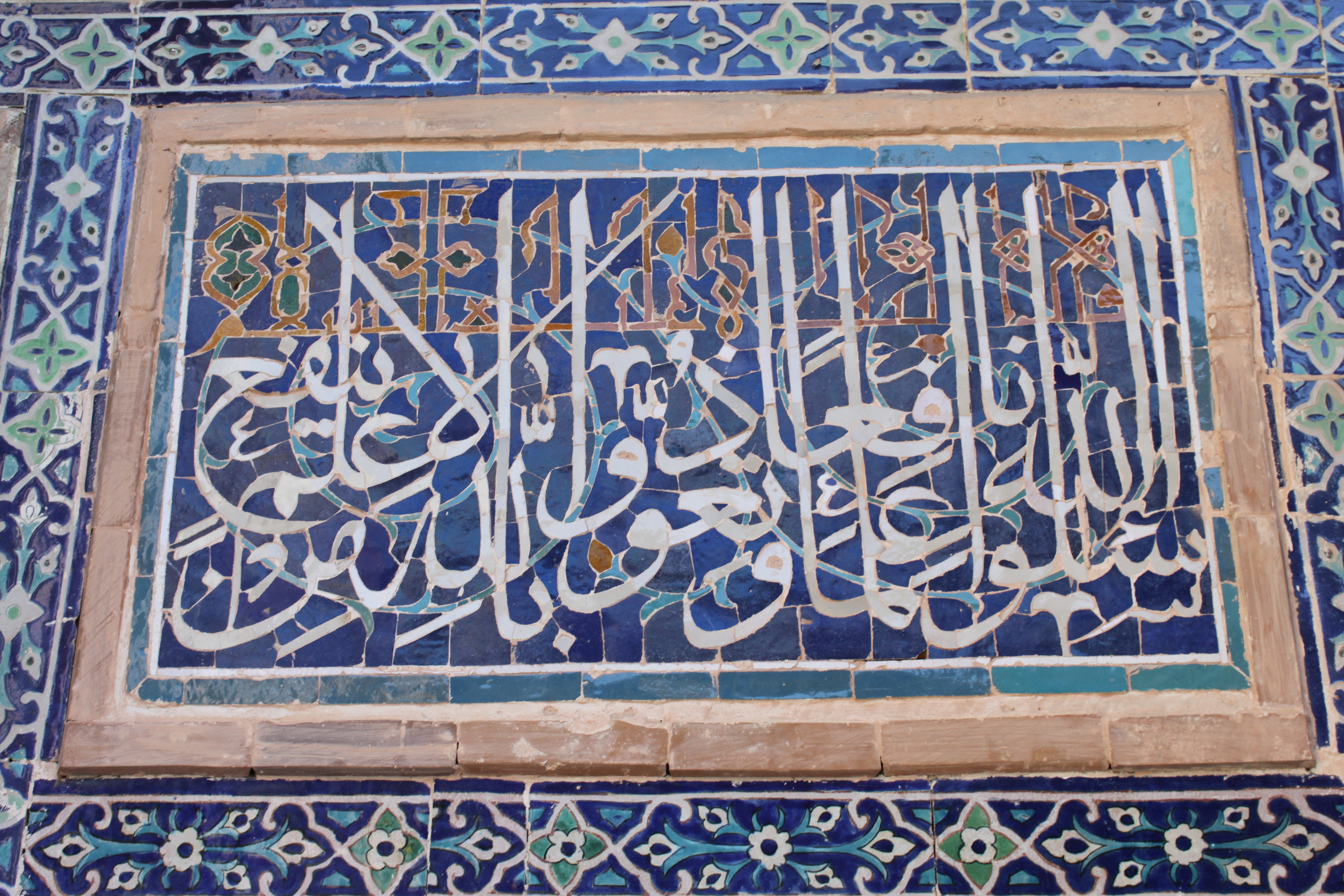
Inscription au-dessus de la porte d'une cellule de la médersa d'Ulugh Beg.
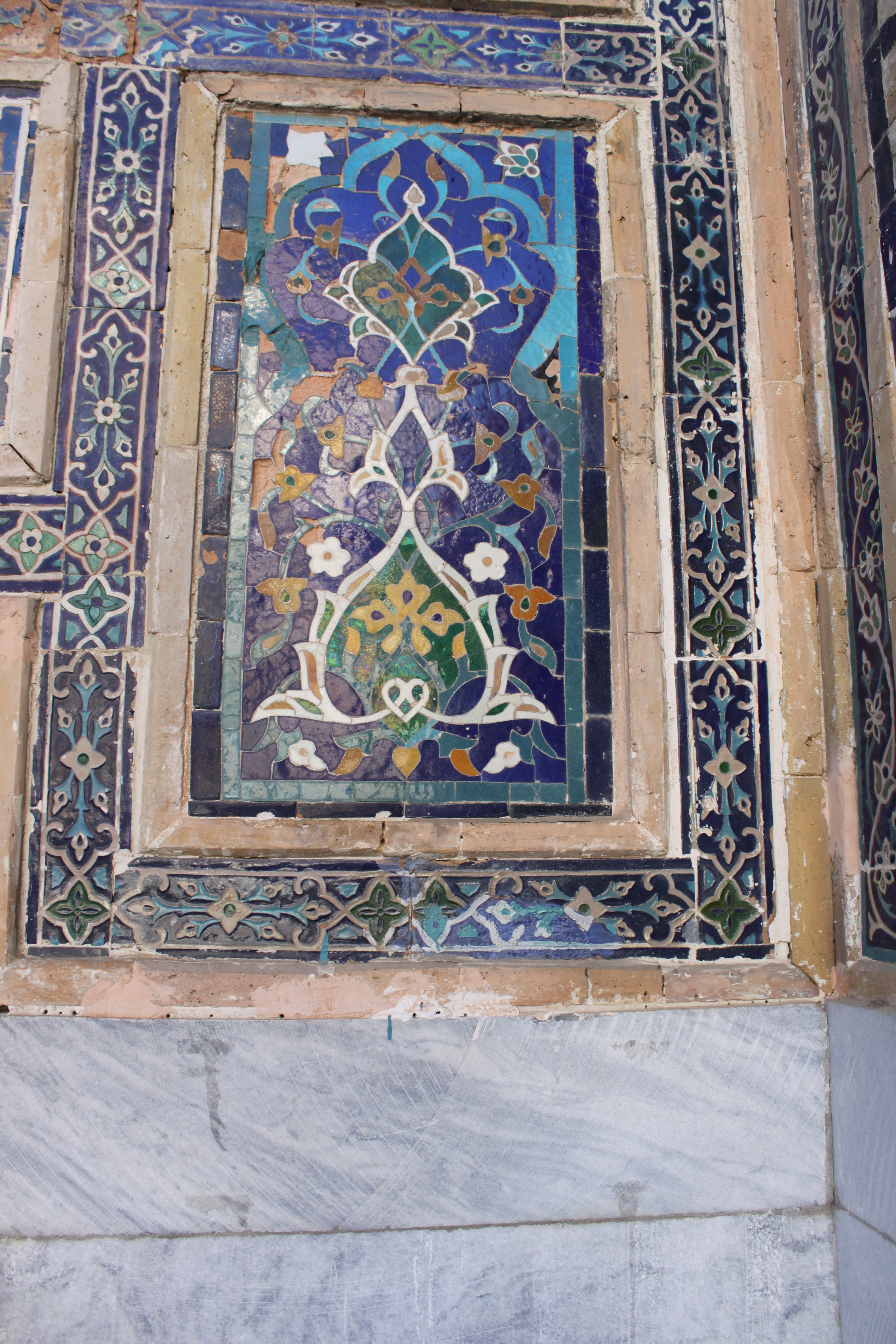
Détail de la façade d'une cellule de la médersa d'Ulugh Beg.
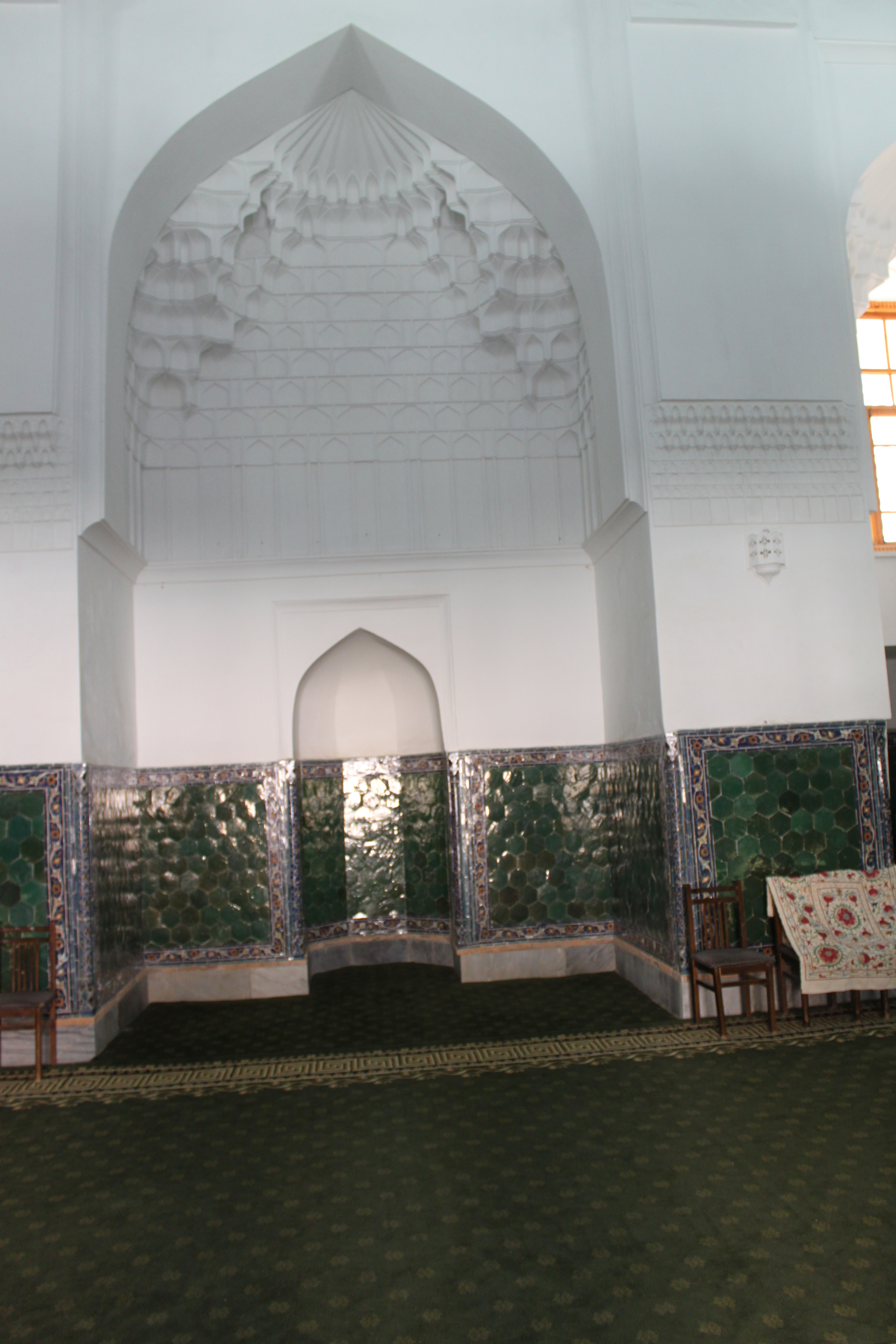
Mihrab de la mosquée de la médersa d'Ulugh Beg.